# Liste des planètes mineures (185001-186000)
Voici la liste des planètes mineures numérotées de 185001 à 186000. Les planètes mineures sont numérotées lorsque leur orbite est confirmée, ce qui peut parfois se produire longtemps après leur découverte. Elles sont classées ici par leur numéro et donc approximativement par leur date de découverte.

## Planètes mineures 185001 à 186000

### 185001-185100
| Nom                      | Désignation provisoire | Date de la découverte | Découvreur           |
| ------------------------ | ---------------------- | --------------------- | -------------------- |
| (185001)                 | 2006 PT6               | 12 août 2006          | NEAT                 |
| (185002)                 | 2006 PB7               | 12 août 2006          | NEAT                 |
| (185003)                 | 2006 PC9               | 13 août 2006          | NEAT                 |
| (185004)                 | 2006 PD9               | 13 août 2006          | NEAT                 |
| (185005)                 | 2006 PJ9               | 13 août 2006          | NEAT                 |
| (185006)                 | 2006 PD12              | 13 août 2006          | NEAT                 |
| (185007)                 | 2006 PV16              | 15 août 2006          | NEAT                 |
| (185008)                 | 2006 PE27              | 15 août 2006          | NEAT                 |
| (185009)                 | 2006 PO30              | 12 août 2006          | NEAT                 |
| (185010)                 | 2006 PR31              | 14 août 2006          | Siding Spring Survey |
| (185011)                 | 2006 PM38              | 14 août 2006          | NEAT                 |
| (185012)                 | 2006 QJ3               | 17 août 2006          | NEAT                 |
| (185013)                 | 2006 QQ8               | 19 août 2006          | Spacewatch           |
| (185014)                 | 2006 QT17              | 17 août 2006          | NEAT                 |
| (185015)                 | 2006 QS21              | 19 août 2006          | LONEOS               |
| (185016)                 | 2006 QN25              | 18 août 2006          | Spacewatch           |
| (185017)                 | 2006 QU27              | 20 août 2006          | NEAT                 |
| (185018)                 | 2006 QY28              | 21 août 2006          | Spacewatch           |
| (185019)                 | 2006 QP29              | 17 août 2006          | NEAT                 |
| (185020) Pratte          | 2006 QV33              | 23 août 2006          | Holmes, R.           |
| (185021)                 | 2006 QB38              | 16 août 2006          | Siding Spring Survey |
| (185022)                 | 2006 QY38              | 18 août 2006          | LONEOS               |
| (185023)                 | 2006 QV56              | 24 août 2006          | LINEAR               |
| (185024)                 | 2006 QT59              | 19 août 2006          | NEAT                 |
| (185025)                 | 2006 QF61              | 21 août 2006          | LINEAR               |
| (185026)                 | 2006 QV63              | 24 août 2006          | NEAT                 |
| (185027)                 | 2006 QP64              | 27 août 2006          | Spacewatch           |
| (185028)                 | 2006 QL68              | 21 août 2006          | Spacewatch           |
| (185029)                 | 2006 QG78              | 22 août 2006          | NEAT                 |
| (185030)                 | 2006 QW83              | 27 août 2006          | Spacewatch           |
| (185031)                 | 2006 QE87              | 27 août 2006          | Spacewatch           |
| (185032)                 | 2006 QX93              | 16 août 2006          | NEAT                 |
| (185033)                 | 2006 QZ115             | 27 août 2006          | LONEOS               |
| (185034)                 | 2006 QO118             | 27 août 2006          | LONEOS               |
| (185035)                 | 2006 QV119             | 28 août 2006          | CSS                  |
| (185036)                 | 2006 QX119             | 28 août 2006          | CSS                  |
| (185037)                 | 2006 QJ123             | 29 août 2006          | CSS                  |
| (185038)                 | 2006 QU123             | 29 août 2006          | LONEOS               |
| (185039) Alessiapossenti | 2006 QG137             | 30 août 2006          | Casulli, V. S.       |
| (185040)                 | 2006 QS137             | 29 août 2006          | LONEOS               |
| (185041)                 | 2006 QR144             | 21 août 2006          | LINEAR               |
| (185042)                 | 2006 QF147             | 18 août 2006          | Spacewatch           |
| (185043)                 | 2006 QA153             | 19 août 2006          | Spacewatch           |
| (185044)                 | 2006 QW156             | 19 août 2006          | Spacewatch           |
| (185045)                 | 2006 QT168             | 30 août 2006          | LONEOS               |
| (185046)                 | 2006 RH4               | 12 septembre 2006     | CSS                  |
| (185047)                 | 2006 RQ4               | 12 septembre 2006     | CSS                  |
| (185048)                 | 2006 RS4               | 12 septembre 2006     | CSS                  |
| (185049)                 | 2006 RT4               | 12 septembre 2006     | CSS                  |
| (185050)                 | 2006 RL6               | 14 septembre 2006     | CSS                  |
| (185051)                 | 2006 RV7               | 12 septembre 2006     | CSS                  |
| (185052)                 | 2006 RH9               | 12 septembre 2006     | CSS                  |
| (185053)                 | 2006 RU17              | 14 septembre 2006     | NEAT                 |
| (185054)                 | 2006 RA19              | 14 septembre 2006     | Spacewatch           |
| (185055)                 | 2006 RP19              | 14 septembre 2006     | CSS                  |
| (185056)                 | 2006 RA22              | 15 septembre 2006     | CSS                  |
| (185057)                 | 2006 RH22              | 15 septembre 2006     | NEAT                 |
| (185058)                 | 2006 RL23              | 12 septembre 2006     | CSS                  |
| (185059)                 | 2006 RY24              | 14 septembre 2006     | Spacewatch           |
| (185060)                 | 2006 RW27              | 14 septembre 2006     | NEAT                 |
| (185061)                 | 2006 RB28              | 14 septembre 2006     | Spacewatch           |
| (185062)                 | 2006 RL30              | 15 septembre 2006     | Spacewatch           |
| (185063)                 | 2006 RF31              | 15 septembre 2006     | Spacewatch           |
| (185064)                 | 2006 RJ32              | 15 septembre 2006     | Spacewatch           |
| (185065)                 | 2006 RO37              | 12 septembre 2006     | CSS                  |
| (185066)                 | 2006 RT43              | 14 septembre 2006     | Spacewatch           |
| (185067)                 | 2006 RW43              | 14 septembre 2006     | Spacewatch           |
| (185068)                 | 2006 RJ44              | 14 septembre 2006     | Spacewatch           |
| (185069)                 | 2006 RQ45              | 14 septembre 2006     | Spacewatch           |
| (185070)                 | 2006 RR50              | 14 septembre 2006     | Spacewatch           |
| (185071)                 | 2006 RM55              | 14 septembre 2006     | Spacewatch           |
| (185072)                 | 2006 RV57              | 15 septembre 2006     | Spacewatch           |
| (185073)                 | 2006 RG59              | 15 septembre 2006     | Spacewatch           |
| (185074)                 | 2006 RE60              | 15 septembre 2006     | Spacewatch           |
| (185075)                 | 2006 RB62              | 12 septembre 2006     | CSS                  |
| (185076)                 | 2006 RZ69              | 15 septembre 2006     | Spacewatch           |
| (185077)                 | 2006 RL71              | 15 septembre 2006     | Spacewatch           |
| (185078)                 | 2006 RH72              | 15 septembre 2006     | Spacewatch           |
| (185079)                 | 2006 RM72              | 15 septembre 2006     | Spacewatch           |
| (185080)                 | 2006 RJ73              | 15 septembre 2006     | Spacewatch           |
| (185081)                 | 2006 RT73              | 15 septembre 2006     | Spacewatch           |
| (185082)                 | 2006 RN74              | 15 septembre 2006     | Spacewatch           |
| (185083)                 | 2006 RU78              | 15 septembre 2006     | Spacewatch           |
| (185084)                 | 2006 RR87              | 15 septembre 2006     | Spacewatch           |
| (185085)                 | 2006 RG92              | 15 septembre 2006     | Spacewatch           |
| (185086)                 | 2006 RP92              | 15 septembre 2006     | Spacewatch           |
| (185087)                 | 2006 RA93              | 15 septembre 2006     | Spacewatch           |
| (185088)                 | 2006 RD93              | 15 septembre 2006     | Spacewatch           |
| (185089)                 | 2006 RF93              | 15 septembre 2006     | Spacewatch           |
| (185090)                 | 2006 RQ97              | 15 septembre 2006     | Spacewatch           |
| (185091)                 | 2006 RG99              | 15 septembre 2006     | Spacewatch           |
| (185092)                 | 2006 RS99              | 12 septembre 2006     | CSS                  |
| (185093)                 | 2006 RV104             | 14 septembre 2006     | Spacewatch           |
| (185094)                 | 2006 RD105             | 14 septembre 2006     | Spacewatch           |
| (185095)                 | 2006 SS5               | 16 septembre 2006     | NEAT                 |
| (185096)                 | 2006 ST5               | 16 septembre 2006     | NEAT                 |
| (185097)                 | 2006 SB11              | 16 septembre 2006     | CSS                  |
| (185098)                 | 2006 SJ13              | 17 septembre 2006     | LINEAR               |
| (185099)                 | 2006 SK13              | 17 septembre 2006     | LINEAR               |
| (185100)                 | 2006 SY16              | 17 septembre 2006     | Spacewatch           |

### 185101-185200
| Nom                   | Désignation provisoire | Date de la découverte | Découvreur              |
| --------------------- | ---------------------- | --------------------- | ----------------------- |
| (185101) Balearicuni  | 2006 SX19              | 19 septembre 2006     | OAM                     |
| (185102)              | 2006 SE20              | 16 septembre 2006     | CSS                     |
| (185103)              | 2006 SV20              | 16 septembre 2006     | LONEOS                  |
| (185104)              | 2006 SJ21              | 16 septembre 2006     | LONEOS                  |
| (185105) 2006 SV23    | 2006 SV23              | 18 septembre 2006     | CSS                     |
| (185106)              | 2006 SN27              | 16 septembre 2006     | LONEOS                  |
| (185107)              | 2006 SA34              | 17 septembre 2006     | CSS                     |
| (185108)              | 2006 SM37              | 17 septembre 2006     | Spacewatch              |
| (185109)              | 2006 SS45              | 18 septembre 2006     | CSS                     |
| (185110)              | 2006 SV46              | 19 septembre 2006     | CSS                     |
| (185111)              | 2006 SK47              | 19 septembre 2006     | Spacewatch              |
| (185112)              | 2006 SK48              | 19 septembre 2006     | Spacewatch              |
| (185113)              | 2006 SP48              | 16 septembre 2006     | CSS                     |
| (185114)              | 2006 SB49              | 18 septembre 2006     | Spacewatch              |
| (185115)              | 2006 SV50              | 17 septembre 2006     | LONEOS                  |
| (185116)              | 2006 SO54              | 18 septembre 2006     | CSS                     |
| (185117)              | 2006 SP54              | 18 septembre 2006     | CSS                     |
| (185118)              | 2006 SC55              | 18 septembre 2006     | CSS                     |
| (185119)              | 2006 SH57              | 17 septembre 2006     | Spacewatch              |
| (185120)              | 2006 SD63              | 18 septembre 2006     | LONEOS                  |
| (185121)              | 2006 SK63              | 20 septembre 2006     | NEAT                    |
| (185122)              | 2006 SB69              | 19 septembre 2006     | Spacewatch              |
| (185123)              | 2006 SQ70              | 19 septembre 2006     | Spacewatch              |
| (185124)              | 2006 SZ70              | 19 septembre 2006     | Spacewatch              |
| (185125)              | 2006 ST73              | 19 septembre 2006     | Spacewatch              |
| (185126)              | 2006 SZ74              | 19 septembre 2006     | Spacewatch              |
| (185127)              | 2006 SY88              | 18 septembre 2006     | Spacewatch              |
| (185128)              | 2006 SB93              | 18 septembre 2006     | Spacewatch              |
| (185129)              | 2006 SF94              | 18 septembre 2006     | Spacewatch              |
| (185130)              | 2006 SH96              | 18 septembre 2006     | Spacewatch              |
| (185131)              | 2006 SM101             | 19 septembre 2006     | CSS                     |
| (185132)              | 2006 SV104             | 19 septembre 2006     | Spacewatch              |
| (185133)              | 2006 SY110             | 21 septembre 2006     | Tucker, R. A.           |
| (185134)              | 2006 SF112             | 22 septembre 2006     | LONEOS                  |
| (185135)              | 2006 SP120             | 18 septembre 2006     | CSS                     |
| (185136)              | 2006 ST120             | 18 septembre 2006     | CSS                     |
| (185137)              | 2006 SG121             | 18 septembre 2006     | CSS                     |
| (185138)              | 2006 SE123             | 19 septembre 2006     | CSS                     |
| (185139)              | 2006 SS127             | 25 septembre 2006     | Spacewatch              |
| (185140)              | 2006 SE129             | 17 septembre 2006     | LONEOS                  |
| (185141)              | 2006 SS130             | 18 septembre 2006     | Calvin College          |
| (185142)              | 2006 SE132             | 16 septembre 2006     | CSS                     |
| (185143)              | 2006 SJ138             | 20 septembre 2006     | LONEOS                  |
| (185144)              | 2006 SY149             | 19 septembre 2006     | Spacewatch              |
| (185145)              | 2006 SD155             | 22 septembre 2006     | LINEAR                  |
| (185146)              | 2006 SS157             | 23 septembre 2006     | Spacewatch              |
| (185147)              | 2006 SN159             | 23 septembre 2006     | Spacewatch              |
| (185148)              | 2006 SJ160             | 23 septembre 2006     | Spacewatch              |
| (185149)              | 2006 SX160             | 23 septembre 2006     | Spacewatch              |
| (185150) Panevezys    | 2006 SP161             | 23 septembre 2006     | Cernis, K.              |
| (185151)              | 2006 SC189             | 26 septembre 2006     | Spacewatch              |
| (185152)              | 2006 SK192             | 26 septembre 2006     | Mt. Lemmon Survey       |
| (185153)              | 2006 SP192             | 26 septembre 2006     | Mt. Lemmon Survey       |
| (185154)              | 2006 SJ195             | 26 septembre 2006     | Spacewatch              |
| (185155)              | 2006 SA198             | 27 septembre 2006     | Tucker, R. A.           |
| (185156)              | 2006 SN200             | 24 septembre 2006     | Spacewatch              |
| (185157)              | 2006 SY203             | 25 septembre 2006     | Spacewatch              |
| (185158)              | 2006 SC206             | 25 septembre 2006     | Spacewatch              |
| (185159)              | 2006 SC212             | 26 septembre 2006     | Mt. Lemmon Survey       |
| (185160)              | 2006 SY212             | 26 septembre 2006     | Spacewatch              |
| (185161)              | 2006 SY214             | 27 septembre 2006     | Spacewatch              |
| (185162)              | 2006 SD215             | 27 septembre 2006     | Spacewatch              |
| (185163)              | 2006 SG216             | 27 septembre 2006     | Spacewatch              |
| (185164) Ingeburgherz | 2006 SL218             | 27 septembre 2006     | OAM                     |
| (185165)              | 2006 SK219             | 23 septembre 2006     | Spacewatch              |
| (185166)              | 2006 SA224             | 25 septembre 2006     | Mt. Lemmon Survey       |
| (185167)              | 2006 SP246             | 26 septembre 2006     | Mt. Lemmon Survey       |
| (185168)              | 2006 SB252             | 26 septembre 2006     | Spacewatch              |
| (185169)              | 2006 SG264             | 26 septembre 2006     | Spacewatch              |
| (185170)              | 2006 SY279             | 28 septembre 2006     | CSS                     |
| (185171)              | 2006 SK280             | 29 septembre 2006     | LONEOS                  |
| (185172)              | 2006 SP282             | 25 septembre 2006     | LONEOS                  |
| (185173)              | 2006 SY283             | 26 septembre 2006     | CSS                     |
| (185174)              | 2006 SG284             | 27 septembre 2006     | LONEOS                  |
| (185175)              | 2006 SB285             | 29 septembre 2006     | LONEOS                  |
| (185176)              | 2006 SX291             | 21 septembre 2006     | CSS                     |
| (185177)              | 2006 SK303             | 27 septembre 2006     | Spacewatch              |
| (185178)              | 2006 SP328             | 27 septembre 2006     | Spacewatch              |
| (185179)              | 2006 SG332             | 28 septembre 2006     | Mt. Lemmon Survey       |
| (185180)              | 2006 SQ341             | 28 septembre 2006     | Mt. Lemmon Survey       |
| (185181)              | 2006 SD344             | 28 septembre 2006     | Spacewatch              |
| (185182)              | 2006 SY344             | 28 septembre 2006     | Spacewatch              |
| (185183)              | 2006 SP345             | 28 septembre 2006     | Spacewatch              |
| (185184)              | 2006 SQ353             | 30 septembre 2006     | CSS                     |
| (185185)              | 2006 SF357             | 30 septembre 2006     | CSS                     |
| (185186)              | 2006 SV359             | 30 septembre 2006     | CSS                     |
| (185187)              | 2006 SN391             | 18 septembre 2006     | CSS                     |
| (185188)              | 2006 SM392             | 25 septembre 2006     | Spacewatch              |
| (185189)              | 2006 SA393             | 27 septembre 2006     | Mt. Lemmon Survey       |
| (185190)              | 2006 SA395             | 30 septembre 2006     | CSS                     |
| (185191)              | 2006 TB1               | 3 octobre 2006        | Mt. Lemmon Survey       |
| (185192)              | 2006 TV1               | 1er octobre 2006      | Spacewatch              |
| (185193)              | 2006 TW3               | 2 octobre 2006        | Spacewatch              |
| (185194)              | 2006 TY4               | 2 octobre 2006        | Mt. Lemmon Survey       |
| (185195)              | 2006 TX5               | 2 octobre 2006        | Mt. Lemmon Survey       |
| (185196) Vámbéry      | 2006 TR10              | 15 octobre 2006       | Sarneczky, K., Kuli, Z. |
| (185197)              | 2006 TP13              | 10 octobre 2006       | NEAT                    |
| (185198)              | 2006 TO23              | 11 octobre 2006       | Spacewatch              |
| (185199)              | 2006 TB25              | 12 octobre 2006       | Spacewatch              |
| (185200)              | 2006 TV25              | 12 octobre 2006       | Spacewatch              |

### 185201-185300
| Nom                  | Désignation provisoire | Date de la découverte | Découvreur            |
| -------------------- | ---------------------- | --------------------- | --------------------- |
| (185201)             | 2006 TX36              | 12 octobre 2006       | Spacewatch            |
| (185202)             | 2006 TD39              | 12 octobre 2006       | Spacewatch            |
| (185203)             | 2006 TN39              | 12 octobre 2006       | Spacewatch            |
| (185204)             | 2006 TM42              | 12 octobre 2006       | Spacewatch            |
| (185205)             | 2006 TZ43              | 12 octobre 2006       | Spacewatch            |
| (185206)             | 2006 TU44              | 12 octobre 2006       | Spacewatch            |
| (185207)             | 2006 TP47              | 12 octobre 2006       | Spacewatch            |
| (185208)             | 2006 TU47              | 12 octobre 2006       | Spacewatch            |
| (185209)             | 2006 TA48              | 12 octobre 2006       | Spacewatch            |
| (185210)             | 2006 TN50              | 12 octobre 2006       | Spacewatch            |
| (185211)             | 2006 TQ50              | 12 octobre 2006       | Spacewatch            |
| (185212)             | 2006 TB53              | 12 octobre 2006       | Spacewatch            |
| (185213)             | 2006 TN53              | 12 octobre 2006       | Spacewatch            |
| (185214)             | 2006 TZ54              | 12 octobre 2006       | NEAT                  |
| (185215)             | 2006 TP55              | 12 octobre 2006       | NEAT                  |
| (185216) Gueiren     | 2006 TA57              | 14 octobre 2006       | Ye, Q.-z., Lin, C. S. |
| (185217)             | 2006 TS57              | 15 octobre 2006       | CSS                   |
| (185218)             | 2006 TO59              | 13 octobre 2006       | Spacewatch            |
| (185219)             | 2006 TO61              | 12 octobre 2006       | Spacewatch            |
| (185220)             | 2006 TK62              | 9 octobre 2006        | NEAT                  |
| (185221)             | 2006 TK66              | 11 octobre 2006       | NEAT                  |
| (185222)             | 2006 TU66              | 11 octobre 2006       | NEAT                  |
| (185223)             | 2006 TS68              | 11 octobre 2006       | NEAT                  |
| (185224)             | 2006 TG70              | 11 octobre 2006       | Spacewatch            |
| (185225)             | 2006 TV74              | 11 octobre 2006       | NEAT                  |
| (185226)             | 2006 TH76              | 11 octobre 2006       | NEAT                  |
| (185227)             | 2006 TN76              | 11 octobre 2006       | NEAT                  |
| (185228)             | 2006 TT77              | 12 octobre 2006       | Spacewatch            |
| (185229)             | 2006 TS78              | 12 octobre 2006       | NEAT                  |
| (185230)             | 2006 TZ90              | 13 octobre 2006       | Spacewatch            |
| (185231)             | 2006 TM91              | 13 octobre 2006       | Spacewatch            |
| (185232)             | 2006 TX103             | 15 octobre 2006       | Spacewatch            |
| (185233)             | 2006 TY109             | 12 octobre 2006       | Spacewatch            |
| (185234)             | 2006 TH110             | 13 octobre 2006       | Spacewatch            |
| (185235)             | 2006 TA115             | 1er octobre 2006      | Becker, A. C.         |
| (185236)             | 2006 TP120             | 12 octobre 2006       | Becker, A. C.         |
| (185237)             | 2006 TP121             | 13 octobre 2006       | Spacewatch            |
| (185238)             | 2006 UK3               | 16 octobre 2006       | CSS                   |
| (185239)             | 2006 UZ6               | 16 octobre 2006       | CSS                   |
| (185240)             | 2006 UF12              | 17 octobre 2006       | Mt. Lemmon Survey     |
| (185241)             | 2006 UR15              | 17 octobre 2006       | Mt. Lemmon Survey     |
| (185242)             | 2006 UQ31              | 16 octobre 2006       | Spacewatch            |
| (185243)             | 2006 UJ37              | 16 octobre 2006       | Spacewatch            |
| (185244)             | 2006 UK38              | 16 octobre 2006       | Spacewatch            |
| (185245)             | 2006 UM45              | 16 octobre 2006       | Spacewatch            |
| (185246)             | 2006 UU54              | 17 octobre 2006       | CSS                   |
| (185247)             | 2006 UW57              | 18 octobre 2006       | Spacewatch            |
| (185248)             | 2006 UZ59              | 19 octobre 2006       | CSS                   |
| (185249)             | 2006 UE62              | 17 octobre 2006       | Mt. Lemmon Survey     |
| (185250) Korostyshiv | 2006 UY62              | 17 octobre 2006       | Andrushivka           |
| (185251)             | 2006 UZ63              | 20 octobre 2006       | Spacewatch            |
| (185252)             | 2006 UT64              | 17 octobre 2006       | Mt. Lemmon Survey     |
| (185253)             | 2006 UR65              | 16 octobre 2006       | CSS                   |
| (185254)             | 2006 UM70              | 16 octobre 2006       | CSS                   |
| (185255)             | 2006 UW77              | 17 octobre 2006       | Spacewatch            |
| (185256)             | 2006 UX78              | 17 octobre 2006       | Spacewatch            |
| (185257)             | 2006 UW88              | 17 octobre 2006       | Spacewatch            |
| (185258)             | 2006 US92              | 18 octobre 2006       | Spacewatch            |
| (185259)             | 2006 UW92              | 18 octobre 2006       | Spacewatch            |
| (185260)             | 2006 UU100             | 18 octobre 2006       | Spacewatch            |
| (185261)             | 2006 UC120             | 19 octobre 2006       | Spacewatch            |
| (185262)             | 2006 UD124             | 19 octobre 2006       | Spacewatch            |
| (185263)             | 2006 UK127             | 19 octobre 2006       | Spacewatch            |
| (185264)             | 2006 UC128             | 19 octobre 2006       | Spacewatch            |
| (185265)             | 2006 UE128             | 19 octobre 2006       | NEAT                  |
| (185266)             | 2006 UZ128             | 19 octobre 2006       | Spacewatch            |
| (185267)             | 2006 UZ134             | 19 octobre 2006       | Spacewatch            |
| (185268)             | 2006 UP138             | 19 octobre 2006       | Spacewatch            |
| (185269)             | 2006 UC142             | 19 octobre 2006       | Spacewatch            |
| (185270)             | 2006 UX143             | 19 octobre 2006       | Spacewatch            |
| (185271)             | 2006 UA154             | 21 octobre 2006       | Spacewatch            |
| (185272)             | 2006 UL159             | 21 octobre 2006       | Mt. Lemmon Survey     |
| (185273)             | 2006 UO170             | 21 octobre 2006       | Mt. Lemmon Survey     |
| (185274)             | 2006 UR174             | 19 octobre 2006       | CSS                   |
| (185275)             | 2006 UD176             | 16 octobre 2006       | CSS                   |
| (185276)             | 2006 UN179             | 16 octobre 2006       | CSS                   |
| (185277)             | 2006 UB181             | 16 octobre 2006       | CSS                   |
| (185278)             | 2006 UE182             | 16 octobre 2006       | CSS                   |
| (185279)             | 2006 UW188             | 19 octobre 2006       | CSS                   |
| (185280)             | 2006 UH192             | 19 octobre 2006       | CSS                   |
| (185281)             | 2006 UA196             | 20 octobre 2006       | Spacewatch            |
| (185282)             | 2006 US198             | 20 octobre 2006       | Spacewatch            |
| (185283)             | 2006 UG199             | 20 octobre 2006       | Spacewatch            |
| (185284)             | 2006 UJ201             | 21 octobre 2006       | Spacewatch            |
| (185285)             | 2006 UX202             | 22 octobre 2006       | NEAT                  |
| (185286)             | 2006 UH203             | 22 octobre 2006       | NEAT                  |
| (185287)             | 2006 UV204             | 22 octobre 2006       | NEAT                  |
| (185288)             | 2006 UW207             | 23 octobre 2006       | Spacewatch            |
| (185289)             | 2006 UM215             | 20 octobre 2006       | Tucker, R. A.         |
| (185290)             | 2006 UB219             | 16 octobre 2006       | CSS                   |
| (185291)             | 2006 UT219             | 16 octobre 2006       | CSS                   |
| (185292)             | 2006 UJ226             | 20 octobre 2006       | Spacewatch            |
| (185293)             | 2006 UY227             | 20 octobre 2006       | NEAT                  |
| (185294)             | 2006 UW237             | 23 octobre 2006       | Spacewatch            |
| (185295)             | 2006 UN239             | 23 octobre 2006       | Spacewatch            |
| (185296)             | 2006 UO239             | 23 octobre 2006       | Spacewatch            |
| (185297)             | 2006 UK252             | 27 octobre 2006       | Mt. Lemmon Survey     |
| (185298)             | 2006 US256             | 28 octobre 2006       | Spacewatch            |
| (185299)             | 2006 UT257             | 28 octobre 2006       | Mt. Lemmon Survey     |
| (185300)             | 2006 UD261             | 28 octobre 2006       | LINEAR                |

### 185301-185400
| Nom                      | Désignation provisoire | Date de la découverte | Découvreur            |
| ------------------------ | ---------------------- | --------------------- | --------------------- |
| (185301)                 | 2006 UY266             | 27 octobre 2006       | CSS                   |
| (185302)                 | 2006 UK270             | 27 octobre 2006       | Spacewatch            |
| (185303)                 | 2006 UB271             | 27 octobre 2006       | Mt. Lemmon Survey     |
| (185304)                 | 2006 UG271             | 27 octobre 2006       | Spacewatch            |
| (185305)                 | 2006 UA275             | 28 octobre 2006       | Spacewatch            |
| (185306)                 | 2006 UP276             | 28 octobre 2006       | Mt. Lemmon Survey     |
| (185307)                 | 2006 UA278             | 28 octobre 2006       | Spacewatch            |
| (185308)                 | 2006 UR286             | 28 octobre 2006       | Spacewatch            |
| (185309)                 | 2006 UN291             | 27 octobre 2006       | Rinner, C.            |
| (185310)                 | 2006 UE321             | 19 octobre 2006       | Buie, M. W.           |
| (185311)                 | 2006 UO324             | 19 octobre 2006       | Mt. Lemmon Survey     |
| (185312) Yvonnemarschall | 2006 UV325             | 20 octobre 2006       | Buie, M. W.           |
| (185313)                 | 2006 UA328             | 17 octobre 2006       | Spacewatch            |
| (185314)                 | 2006 UO328             | 19 octobre 2006       | CSS                   |
| (185315)                 | 2006 UV328             | 19 octobre 2006       | Mt. Lemmon Survey     |
| (185316)                 | 2006 UE329             | 21 octobre 2006       | Spacewatch            |
| (185317)                 | 2006 UL329             | 23 octobre 2006       | CSS                   |
| (185318)                 | 2006 UW330             | 16 octobre 2006       | Becker, A. C.         |
| (185319)                 | 2006 UG331             | 16 octobre 2006       | CSS                   |
| (185320)                 | 2006 UH331             | 16 octobre 2006       | CSS                   |
| (185321) Kammerlander    | 2006 VJ2               | 10 novembre 2006      | Casulli, V. S.        |
| (185322)                 | 2006 VF5               | 10 novembre 2006      | Spacewatch            |
| (185323)                 | 2006 VD6               | 10 novembre 2006      | Spacewatch            |
| (185324)                 | 2006 VE11              | 11 novembre 2006      | Mt. Lemmon Survey     |
| (185325) Anupabhagwat    | 2006 VE14              | 14 novembre 2006      | Casulli, V. S.        |
| (185326)                 | 2006 VC17              | 9 novembre 2006       | Spacewatch            |
| (185327)                 | 2006 VP21              | 10 novembre 2006      | Spacewatch            |
| (185328)                 | 2006 VS25              | 10 novembre 2006      | Spacewatch            |
| (185329)                 | 2006 VK26              | 10 novembre 2006      | Spacewatch            |
| (185330)                 | 2006 VU26              | 10 novembre 2006      | Spacewatch            |
| (185331)                 | 2006 VG31              | 10 novembre 2006      | Spacewatch            |
| (185332)                 | 2006 VO32              | 11 novembre 2006      | Mt. Lemmon Survey     |
| (185333)                 | 2006 VG34              | 11 novembre 2006      | CSS                   |
| (185334)                 | 2006 VU34              | 11 novembre 2006      | CSS                   |
| (185335)                 | 2006 VO35              | 11 novembre 2006      | Mt. Lemmon Survey     |
| (185336)                 | 2006 VR35              | 11 novembre 2006      | Mt. Lemmon Survey     |
| (185337)                 | 2006 VH37              | 11 novembre 2006      | CSS                   |
| (185338)                 | 2006 VQ37              | 11 novembre 2006      | CSS                   |
| (185339)                 | 2006 VR37              | 11 novembre 2006      | CSS                   |
| (185340)                 | 2006 VT37              | 11 novembre 2006      | NEAT                  |
| (185341)                 | 2006 VB38              | 12 novembre 2006      | CSS                   |
| (185342)                 | 2006 VF44              | 13 novembre 2006      | CSS                   |
| (185343)                 | 2006 VK46              | 9 novembre 2006       | Spacewatch            |
| (185344)                 | 2006 VS48              | 10 novembre 2006      | Spacewatch            |
| (185345)                 | 2006 VW53              | 11 novembre 2006      | Spacewatch            |
| (185346)                 | 2006 VH54              | 11 novembre 2006      | Spacewatch            |
| (185347)                 | 2006 VW55              | 11 novembre 2006      | Spacewatch            |
| (185348)                 | 2006 VM57              | 11 novembre 2006      | Spacewatch            |
| (185349)                 | 2006 VW57              | 11 novembre 2006      | Spacewatch            |
| (185350)                 | 2006 VQ61              | 11 novembre 2006      | Spacewatch            |
| (185351)                 | 2006 VV68              | 11 novembre 2006      | Spacewatch            |
| (185352)                 | 2006 VJ70              | 11 novembre 2006      | Spacewatch            |
| (185353)                 | 2006 VZ71              | 11 novembre 2006      | Mt. Lemmon Survey     |
| (185354)                 | 2006 VC74              | 11 novembre 2006      | Spacewatch            |
| (185355)                 | 2006 VK74              | 11 novembre 2006      | Spacewatch            |
| (185356)                 | 2006 VW75              | 11 novembre 2006      | Spacewatch            |
| (185357)                 | 2006 VP78              | 12 novembre 2006      | Mt. Lemmon Survey     |
| (185358)                 | 2006 VB83              | 13 novembre 2006      | Spacewatch            |
| (185359)                 | 2006 VG85              | 13 novembre 2006      | Spacewatch            |
| (185360)                 | 2006 VZ88              | 14 novembre 2006      | Tucker, R. A.         |
| (185361)                 | 2006 VX94              | 15 novembre 2006      | Spacewatch            |
| (185362)                 | 2006 VG96              | 10 novembre 2006      | Spacewatch            |
| (185363)                 | 2006 VK96              | 10 novembre 2006      | Spacewatch            |
| (185364) Sunweihsin      | 2006 VQ103             | 12 novembre 2006      | Lin, H.-C., Ye, Q.-z. |
| (185365)                 | 2006 VW107             | 13 novembre 2006      | Spacewatch            |
| (185366)                 | 2006 VM110             | 13 novembre 2006      | Spacewatch            |
| (185367)                 | 2006 VW114             | 14 novembre 2006      | Mt. Lemmon Survey     |
| (185368)                 | 2006 VL116             | 14 novembre 2006      | LINEAR                |
| (185369)                 | 2006 VJ117             | 14 novembre 2006      | Spacewatch            |
| (185370)                 | 2006 VJ120             | 14 novembre 2006      | Mt. Lemmon Survey     |
| (185371)                 | 2006 VA121             | 14 novembre 2006      | Spacewatch            |
| (185372)                 | 2006 VG129             | 15 novembre 2006      | LINEAR                |
| (185373)                 | 2006 VM129             | 15 novembre 2006      | LINEAR                |
| (185374)                 | 2006 VP129             | 15 novembre 2006      | LINEAR                |
| (185375)                 | 2006 VY130             | 15 novembre 2006      | CSS                   |
| (185376)                 | 2006 VS135             | 15 novembre 2006      | Spacewatch            |
| (185377)                 | 2006 VH137             | 15 novembre 2006      | Spacewatch            |
| (185378)                 | 2006 VS138             | 15 novembre 2006      | Spacewatch            |
| (185379)                 | 2006 VF139             | 15 novembre 2006      | Spacewatch            |
| (185380)                 | 2006 VW142             | 14 novembre 2006      | LINEAR                |
| (185381)                 | 2006 VC143             | 14 novembre 2006      | LINEAR                |
| (185382)                 | 2006 VY154             | 8 novembre 2006       | NEAT                  |
| (185383)                 | 2006 WE2               | 18 novembre 2006      | Yeung, W. K. Y.       |
| (185384)                 | 2006 WL6               | 16 novembre 2006      | Spacewatch            |
| (185385)                 | 2006 WR7               | 16 novembre 2006      | Spacewatch            |
| (185386)                 | 2006 WA13              | 16 novembre 2006      | Mt. Lemmon Survey     |
| (185387)                 | 2006 WK24              | 17 novembre 2006      | Mt. Lemmon Survey     |
| (185388)                 | 2006 WX37              | 16 novembre 2006      | Spacewatch            |
| (185389)                 | 2006 WJ42              | 16 novembre 2006      | Mt. Lemmon Survey     |
| (185390)                 | 2006 WG46              | 16 novembre 2006      | Spacewatch            |
| (185391)                 | 2006 WR46              | 16 novembre 2006      | Spacewatch            |
| (185392)                 | 2006 WP55              | 16 novembre 2006      | Spacewatch            |
| (185393)                 | 2006 WA58              | 17 novembre 2006      | Spacewatch            |
| (185394)                 | 2006 WU60              | 17 novembre 2006      | CSS                   |
| (185395)                 | 2006 WZ70              | 18 novembre 2006      | Spacewatch            |
| (185396)                 | 2006 WX79              | 18 novembre 2006      | Spacewatch            |
| (185397)                 | 2006 WN85              | 18 novembre 2006      | Spacewatch            |
| (185398)                 | 2006 WF92              | 19 novembre 2006      | Spacewatch            |
| (185399)                 | 2006 WL92              | 19 novembre 2006      | Spacewatch            |
| (185400)                 | 2006 WK94              | 19 novembre 2006      | Spacewatch            |

### 185401-185500
| Nom                      | Désignation provisoire | Date de la découverte | Découvreur                        |
| ------------------------ | ---------------------- | --------------------- | --------------------------------- |
| (185401)                 | 2006 WG96              | 19 novembre 2006      | CSS                               |
| (185402)                 | 2006 WW108             | 19 novembre 2006      | Spacewatch                        |
| (185403)                 | 2006 WV117             | 20 novembre 2006      | Mt. Lemmon Survey                 |
| (185404)                 | 2006 WJ120             | 21 novembre 2006      | LINEAR                            |
| (185405)                 | 2006 WQ128             | 26 novembre 2006      | Yeung, W. K. Y.                   |
| (185406)                 | 2006 WJ129             | 26 novembre 2006      | Yeung, W. K. Y.                   |
| (185407)                 | 2006 WN129             | 23 novembre 2006      | Tucker, R. A.                     |
| (185408)                 | 2006 WT131             | 17 novembre 2006      | Mt. Lemmon Survey                 |
| (185409)                 | 2006 WY140             | 20 novembre 2006      | Spacewatch                        |
| (185410)                 | 2006 WD147             | 20 novembre 2006      | Spacewatch                        |
| (185411)                 | 2006 WY158             | 22 novembre 2006      | LINEAR                            |
| (185412)                 | 2006 WN161             | 23 novembre 2006      | Spacewatch                        |
| (185413)                 | 2006 WP163             | 23 novembre 2006      | Spacewatch                        |
| (185414)                 | 2006 WS163             | 23 novembre 2006      | Spacewatch                        |
| (185415)                 | 2006 WL171             | 23 novembre 2006      | Spacewatch                        |
| (185416)                 | 2006 WU171             | 23 novembre 2006      | Spacewatch                        |
| (185417)                 | 2006 WJ172             | 23 novembre 2006      | Spacewatch                        |
| (185418)                 | 2006 WH182             | 24 novembre 2006      | Mt. Lemmon Survey                 |
| (185419)                 | 2006 WU185             | 17 novembre 2006      | NEAT                              |
| (185420)                 | 2006 WC191             | 27 novembre 2006      | Spacewatch                        |
| (185421)                 | 2006 WL191             | 27 novembre 2006      | Spacewatch                        |
| (185422)                 | 2006 WS192             | 27 novembre 2006      | Spacewatch                        |
| (185423)                 | 2006 XM                | 10 décembre 2006      | Lowe, A.                          |
| (185424)                 | 2006 XJ5               | 2 décembre 2006       | LINEAR                            |
| (185425)                 | 2006 XR7               | 9 décembre 2006       | Spacewatch                        |
| (185426)                 | 2006 XW7               | 9 décembre 2006       | NEAT                              |
| (185427)                 | 2006 XX7               | 9 décembre 2006       | NEAT                              |
| (185428)                 | 2006 XX10              | 9 décembre 2006       | Spacewatch                        |
| (185429)                 | 2006 XS16              | 10 décembre 2006      | Spacewatch                        |
| (185430)                 | 2006 XE22              | 12 décembre 2006      | Spacewatch                        |
| (185431)                 | 2006 XX25              | 12 décembre 2006      | CSS                               |
| (185432)                 | 2006 XO26              | 12 décembre 2006      | CSS                               |
| (185433)                 | 2006 XJ27              | 13 décembre 2006      | Spacewatch                        |
| (185434)                 | 2006 XK31              | 13 décembre 2006      | Eskridge                          |
| (185435)                 | 2006 XC33              | 11 décembre 2006      | Spacewatch                        |
| (185436)                 | 2006 XG38              | 11 décembre 2006      | Spacewatch                        |
| (185437)                 | 2006 XB47              | 13 décembre 2006      | Mt. Lemmon Survey                 |
| (185438)                 | 2006 XW47              | 13 décembre 2006      | Spacewatch                        |
| (185439)                 | 2006 XR49              | 13 décembre 2006      | Mt. Lemmon Survey                 |
| (185440)                 | 2006 XK52              | 14 décembre 2006      | LINEAR                            |
| (185441)                 | 2006 XE54              | 15 décembre 2006      | LINEAR                            |
| (185442)                 | 2006 XQ54              | 15 décembre 2006      | LINEAR                            |
| (185443)                 | 2006 XG57              | 14 décembre 2006      | CSS                               |
| (185444)                 | 2006 XB59              | 14 décembre 2006      | Spacewatch                        |
| (185445)                 | 2006 YA2               | 17 décembre 2006      | Yeung, W. K. Y.                   |
| (185446)                 | 2006 YN6               | 17 décembre 2006      | Mt. Lemmon Survey                 |
| (185447)                 | 2006 YT11              | 18 décembre 2006      | Nyukasa                           |
| (185448) Nomentum        | 2006 YK13              | 25 décembre 2006      | Casulli, V. S.                    |
| (185449)                 | 2006 YG26              | 21 décembre 2006      | Spacewatch                        |
| (185450)                 | 2006 YG30              | 21 décembre 2006      | Spacewatch                        |
| (185451)                 | 2006 YS30              | 21 décembre 2006      | Spacewatch                        |
| (185452)                 | 2006 YZ39              | 22 décembre 2006      | Spacewatch                        |
| (185453)                 | 2006 YK41              | 22 décembre 2006      | Spacewatch                        |
| (185454)                 | 2006 YW45              | 21 décembre 2006      | CSS                               |
| (185455)                 | 2006 YX46              | 22 décembre 2006      | Spacewatch                        |
| (185456)                 | 2007 AT                | 8 janvier 2007        | Mt. Lemmon Survey                 |
| (185457)                 | 2007 AN2               | 8 janvier 2007        | LINEAR                            |
| (185458)                 | 2007 AO6               | 8 janvier 2007        | Spacewatch                        |
| (185459)                 | 2007 AD8               | 9 janvier 2007        | Mt. Lemmon Survey                 |
| (185460)                 | 2007 AG14              | 9 janvier 2007        | Mt. Lemmon Survey                 |
| (185461)                 | 2007 BK1               | 16 janvier 2007       | CSS                               |
| (185462)                 | 2007 BH4               | 16 janvier 2007       | CSS                               |
| (185463)                 | 2007 BQ4               | 16 janvier 2007       | CSS                               |
| (185464)                 | 2007 BS5               | 17 janvier 2007       | CSS                               |
| (185465)                 | 2007 BC18              | 17 janvier 2007       | NEAT                              |
| (185466)                 | 2007 BT35              | 24 janvier 2007       | Mt. Lemmon Survey                 |
| (185467)                 | 2007 BN37              | 24 janvier 2007       | Mt. Lemmon Survey                 |
| (185468)                 | 2007 BR42              | 24 janvier 2007       | CSS                               |
| (185469)                 | 2007 BQ45              | 25 janvier 2007       | Spacewatch                        |
| (185470)                 | 2007 BT45              | 25 janvier 2007       | LINEAR                            |
| (185471)                 | 2007 BV45              | 26 janvier 2007       | Spacewatch                        |
| (185472)                 | 2007 BZ62              | 27 janvier 2007       | Mt. Lemmon Survey                 |
| (185473)                 | 2007 BE67              | 27 janvier 2007       | Mt. Lemmon Survey                 |
| (185474)                 | 2007 BR74              | 17 janvier 2007       | Spacewatch                        |
| (185475)                 | 2007 BA75              | 27 janvier 2007       | Spacewatch                        |
| (185476)                 | 2007 CL4               | 6 février 2007        | Mt. Lemmon Survey                 |
| (185477)                 | 2007 CK6               | 6 février 2007        | Spacewatch                        |
| (185478)                 | 2007 CD7               | 6 février 2007        | NEAT                              |
| (185479)                 | 2007 CN10              | 6 février 2007        | Mt. Lemmon Survey                 |
| (185480)                 | 2007 CX27              | 6 février 2007        | Spacewatch                        |
| (185481)                 | 2007 CF34              | 6 février 2007        | Mt. Lemmon Survey                 |
| (185482)                 | 2007 CK38              | 6 février 2007        | Mt. Lemmon Survey                 |
| (185483)                 | 2007 DX5               | 17 février 2007       | Spacewatch                        |
| (185484) Czochralski     | 2007 DB85              | 22 février 2007       | Astronomical Research Observatory |
| (185485)                 | 2007 EL68              | 10 mars 2007          | Spacewatch                        |
| (185486)                 | 2007 EP75              | 10 mars 2007          | Spacewatch                        |
| (185487)                 | 2007 ED139             | 12 mars 2007          | Spacewatch                        |
| (185488)                 | 2007 EF159             | 14 mars 2007          | Mt. Lemmon Survey                 |
| (185489)                 | 2007 FK33              | 25 mars 2007          | Mt. Lemmon Survey                 |
| (185490)                 | 2007 GR1               | 9 avril 2007          | Bergen-Enkheim                    |
| (185491)                 | 2007 GP3               | 9 avril 2007          | Spacewatch                        |
| (185492)                 | 2007 HA8               | 18 avril 2007         | LONEOS                            |
| (185493)                 | 2007 PO42              | 13 août 2007          | LINEAR                            |
| (185494)                 | 2007 RB33              | 5 septembre 2007      | LONEOS                            |
| (185495)                 | 2007 RV141             | 13 septembre 2007     | LINEAR                            |
| (185496)                 | 2007 RR241             | 13 septembre 2007     | LINEAR                            |
| (185497)                 | 2007 RJ260             | 14 septembre 2007     | Mt. Lemmon Survey                 |
| (185498) Majorcastroinst | 2007 SN                | 17 septembre 2007     | OAM                               |
| (185499)                 | 2007 TV40              | 6 octobre 2007        | Spacewatch                        |
| (185500)                 | 2007 TA54              | 4 octobre 2007        | Spacewatch                        |

### 185501-185600
| Nom                     | Désignation provisoire | Date de la découverte | Découvreur             |
| ----------------------- | ---------------------- | --------------------- | ---------------------- |
| (185501)                | 2007 TR57              | 4 octobre 2007        | Spacewatch             |
| (185502)                | 2007 TF126             | 6 octobre 2007        | Spacewatch             |
| (185503)                | 2007 TK165             | 11 octobre 2007       | LINEAR                 |
| (185504)                | 2007 TQ230             | 8 octobre 2007        | Spacewatch             |
| (185505)                | 2007 TU251             | 12 octobre 2007       | LONEOS                 |
| (185506)                | 2007 TJ315             | 12 octobre 2007       | Spacewatch             |
| (185507)                | 2007 TE335             | 11 octobre 2007       | Spacewatch             |
| (185508)                | 2007 TO335             | 11 octobre 2007       | Spacewatch             |
| (185509)                | 2007 TJ361             | 14 octobre 2007       | Mt. Lemmon Survey      |
| (185510)                | 2007 TA364             | 14 octobre 2007       | Mt. Lemmon Survey      |
| (185511)                | 2007 TR414             | 15 octobre 2007       | LUSS                   |
| (185512)                | 2007 UL                | 16 octobre 2007       | Lowe, A.               |
| (185513)                | 2007 UY46              | 20 octobre 2007       | CSS                    |
| (185514)                | 2007 UE79              | 30 octobre 2007       | Mt. Lemmon Survey      |
| (185515)                | 2007 UW104             | 30 octobre 2007       | Spacewatch             |
| (185516)                | 2007 UB116             | 31 octobre 2007       | Spacewatch             |
| (185517)                | 2007 VQ28              | 2 novembre 2007       | Spacewatch             |
| (185518)                | 2007 VG51              | 1er novembre 2007     | Spacewatch             |
| (185519)                | 2007 VT63              | 1er novembre 2007     | Spacewatch             |
| (185520)                | 2007 VM65              | 1er novembre 2007     | Spacewatch             |
| (185521)                | 2007 VA67              | 2 novembre 2007       | Spacewatch             |
| (185522)                | 2007 VH75              | 3 novembre 2007       | Spacewatch             |
| (185523)                | 2007 VZ145             | 4 novembre 2007       | Spacewatch             |
| (185524)                | 2007 VK162             | 5 novembre 2007       | Spacewatch             |
| (185525)                | 2007 VJ164             | 5 novembre 2007       | Mt. Lemmon Survey      |
| (185526)                | 2007 VT190             | 8 novembre 2007       | Spacewatch             |
| (185527)                | 2007 VE238             | 13 novembre 2007      | LONEOS                 |
| (185528)                | 2007 VR243             | 11 novembre 2007      | OAM                    |
| (185529)                | 2007 WE12              | 17 novembre 2007      | CSS                    |
| (185530)                | 2007 WT12              | 17 novembre 2007      | Spacewatch             |
| (185531)                | 2007 WR23              | 18 novembre 2007      | Mt. Lemmon Survey      |
| (185532)                | 2007 WR42              | 18 novembre 2007      | Mt. Lemmon Survey      |
| (185533)                | 2007 WG53              | 17 novembre 2007      | Eskridge               |
| (185534)                | 2007 WP54              | 19 novembre 2007      | Mt. Lemmon Survey      |
| (185535) Gangda         | 2007 WH56              | 28 novembre 2007      | PMO NEO Survey Program |
| (185536)                | 2007 XS3               | 3 décembre 2007       | CSS                    |
| (185537)                | 2007 XK12              | 4 décembre 2007       | Spacewatch             |
| (185538) Fangcheng      | 2007 XD28              | 14 décembre 2007      | PMO NEO Survey Program |
| (185539)                | 2007 XS28              | 15 décembre 2007      | Spacewatch             |
| (185540)                | 2007 XQ32              | 15 décembre 2007      | Spacewatch             |
| (185541)                | 2007 XE33              | 15 décembre 2007      | Spacewatch             |
| (185542)                | 2007 XM39              | 13 décembre 2007      | LINEAR                 |
| (185543)                | 2007 XY39              | 13 décembre 2007      | LINEAR                 |
| (185544)                | 2007 YN28              | 18 décembre 2007      | Mt. Lemmon Survey      |
| (185545)                | 2007 YH31              | 28 décembre 2007      | Spacewatch             |
| (185546) Yushan         | 2007 YU31              | 28 décembre 2007      | Ye, Q.-z., Lin, C. S.  |
| (185547)                | 2007 YS33              | 28 décembre 2007      | Spacewatch             |
| (185548)                | 2007 YG45              | 30 décembre 2007      | Mt. Lemmon Survey      |
| (185549)                | 2007 YX52              | 30 décembre 2007      | CSS                    |
| (185550)                | 2007 YP57              | 28 décembre 2007      | Spacewatch             |
| (185551)                | 2007 YT58              | 30 décembre 2007      | CSS                    |
| (185552)                | 2007 YY58              | 31 décembre 2007      | CSS                    |
| (185553)                | 2008 AX4               | 7 janvier 2008        | LUSS                   |
| (185554) Bikushev       | 2008 AB5               | 7 janvier 2008        | Ye, Q.-z.              |
| (185555)                | 2008 AP8               | 10 janvier 2008       | Spacewatch             |
| (185556)                | 2008 AY8               | 10 janvier 2008       | Spacewatch             |
| (185557)                | 2008 AF16              | 10 janvier 2008       | Mt. Lemmon Survey      |
| (185558)                | 2008 AG19              | 10 janvier 2008       | Mt. Lemmon Survey      |
| (185559)                | 2008 AO22              | 10 janvier 2008       | Mt. Lemmon Survey      |
| (185560) Harrykroto     | 2008 AQ31              | 7 janvier 2008        | OAM                    |
| (185561) Miquelsiquier  | 2008 AV31              | 12 janvier 2008       | OAM                    |
| (185562)                | 2008 AU32              | 13 janvier 2008       | OAM                    |
| (185563)                | 2008 AL34              | 10 janvier 2008       | Spacewatch             |
| (185564)                | 2008 AO42              | 10 janvier 2008       | CSS                    |
| (185565)                | 2008 AR42              | 10 janvier 2008       | CSS                    |
| (185566)                | 2008 AY43              | 10 janvier 2008       | Spacewatch             |
| (185567)                | 2008 AQ59              | 11 janvier 2008       | Spacewatch             |
| (185568)                | 2008 AE71              | 12 janvier 2008       | Spacewatch             |
| (185569)                | 2008 AS77              | 12 janvier 2008       | Spacewatch             |
| (185570)                | 2008 AA78              | 12 janvier 2008       | Spacewatch             |
| (185571)                | 2008 AT98              | 14 janvier 2008       | Spacewatch             |
| (185572)                | 2008 AP103             | 15 janvier 2008       | Mt. Lemmon Survey      |
| (185573)                | 2008 AE106             | 15 janvier 2008       | Mt. Lemmon Survey      |
| (185574)                | 2008 BV4               | 16 janvier 2008       | Spacewatch             |
| (185575)                | 2008 BF15              | 29 janvier 2008       | Healy, D.              |
| (185576) Covichi        | 2008 BL15              | 26 janvier 2008       | Lacruz, J.             |
| (185577) Hhaihao        | 2008 BA16              | 28 janvier 2008       | Ye, Q.-Z., Lin, H.-C.  |
| (185578) Agustínelcasta | 2008 BJ16              | 28 janvier 2008       | OAM                    |
| (185579) Jorgejuan      | 2008 BS16              | 29 janvier 2008       | OAM                    |
| (185580) Andratx        | 2008 BV18              | 29 janvier 2008       | OAM                    |
| (185581)                | 2008 BM20              | 30 janvier 2008       | CSS                    |
| (185582)                | 2008 BZ20              | 30 janvier 2008       | Mt. Lemmon Survey      |
| (185583)                | 2008 BG22              | 31 janvier 2008       | Mt. Lemmon Survey      |
| (185584)                | 2008 BW22              | 31 janvier 2008       | Mt. Lemmon Survey      |
| (185585)                | 2008 BF23              | 31 janvier 2008       | Mt. Lemmon Survey      |
| (185586)                | 2008 BJ24              | 30 janvier 2008       | Spacewatch             |
| (185587)                | 2008 BR24              | 30 janvier 2008       | OAM                    |
| (185588)                | 2008 BH26              | 30 janvier 2008       | CSS                    |
| (185589)                | 2008 BS31              | 30 janvier 2008       | Mt. Lemmon Survey      |
| (185590)                | 2008 BJ33              | 30 janvier 2008       | Spacewatch             |
| (185591)                | 2008 BP35              | 30 janvier 2008       | Spacewatch             |
| (185592)                | 2008 BR35              | 30 janvier 2008       | Spacewatch             |
| (185593)                | 2008 BC41              | 30 janvier 2008       | CSS                    |
| (185594)                | 2008 BG42              | 31 janvier 2008       | CSS                    |
| (185595)                | 2008 CR2               | 1er février 2008      | Mt. Lemmon Survey      |
| (185596)                | 2008 CP3               | 2 février 2008        | Spacewatch             |
| (185597)                | 2008 CH4               | 2 février 2008        | Spacewatch             |
| (185598)                | 2008 CY5               | 7 février 2008        | Lowe, A.               |
| (185599)                | 2008 CJ7               | 2 février 2008        | Spacewatch             |
| (185600)                | 2008 CT14              | 3 février 2008        | Spacewatch             |

### 185601-185700
| Nom                  | Désignation provisoire | Date de la découverte | Découvreur                                                |
| -------------------- | ---------------------- | --------------------- | --------------------------------------------------------- |
| (185601)             | 2008 CC16              | 3 février 2008        | Mt. Lemmon Survey                                         |
| (185602)             | 2008 CF23              | 1er février 2008      | Spacewatch                                                |
| (185603)             | 2008 CQ23              | 1er février 2008      | Spacewatch                                                |
| (185604)             | 2008 CX23              | 1er février 2008      | Spacewatch                                                |
| (185605)             | 2008 CW25              | 1er février 2008      | CSS                                                       |
| (185606)             | 2008 CH29              | 2 février 2008        | Spacewatch                                                |
| (185607)             | 2008 CK35              | 2 février 2008        | Spacewatch                                                |
| (185608)             | 2008 CA38              | 2 février 2008        | Spacewatch                                                |
| (185609)             | 2008 CT42              | 2 février 2008        | Spacewatch                                                |
| (185610)             | 2008 CZ44              | 2 février 2008        | Spacewatch                                                |
| (185611)             | 2008 CK46              | 2 février 2008        | Spacewatch                                                |
| (185612)             | 2008 CT49              | 6 février 2008        | CSS                                                       |
| (185613)             | 2008 CE50              | 6 février 2008        | CSS                                                       |
| (185614)             | 2008 CD61              | 7 février 2008        | Mt. Lemmon Survey                                         |
| (185615)             | 2008 CZ66              | 8 février 2008        | CSS                                                       |
| (185616)             | 2008 CC72              | 9 février 2008        | CSS                                                       |
| (185617)             | 2008 CS85              | 7 février 2008        | Mt. Lemmon Survey                                         |
| (185618)             | 2008 CR93              | 8 février 2008        | Mt. Lemmon Survey                                         |
| (185619)             | 2008 CH97              | 9 février 2008        | Spacewatch                                                |
| (185620)             | 2008 CL120             | 6 février 2008        | CSS                                                       |
| (185621)             | 2008 CA121             | 6 février 2008        | CSS                                                       |
| (185622)             | 2008 CH127             | 8 février 2008        | Spacewatch                                                |
| (185623)             | 2008 CJ135             | 8 février 2008        | Mt. Lemmon Survey                                         |
| (185624)             | 2008 CU163             | 10 février 2008       | CSS                                                       |
| (185625)             | 2008 CD167             | 11 février 2008       | Mt. Lemmon Survey                                         |
| (185626)             | 2008 CU175             | 6 février 2008        | LINEAR                                                    |
| (185627)             | 2008 CC178             | 6 février 2008        | CSS                                                       |
| (185628)             | 2008 CD179             | 6 février 2008        | CSS                                                       |
| (185629)             | 2008 CY180             | 9 février 2008        | CSS                                                       |
| (185630)             | 2008 CZ180             | 9 février 2008        | CSS                                                       |
| (185631)             | 2008 CZ181             | 11 février 2008       | Mt. Lemmon Survey                                         |
| (185632)             | 2008 CS183             | 13 février 2008       | CSS                                                       |
| (185633) Rainbach    | 2008 DO                | 24 février 2008       | Gierlinger, R.                                            |
| (185634)             | 2008 DR11              | 26 février 2008       | LONEOS                                                    |
| (185635)             | 2008 DL27              | 26 février 2008       | LINEAR                                                    |
| (185636) Shiao Lin   | 2008 DV40              | 27 février 2008       | Lin, C.-S., Ye, Q.-z.                                     |
| (185637)             | 2008 DH54              | 27 février 2008       | CSS                                                       |
| (185638) Erwinschwab | 2008 EU7               | 1er mars 2008         | OAM                                                       |
| (185639) Rainerkling | 2008 EH8               | 2 mars 2008           | OAM                                                       |
| (185640) Sunyisui    | 2008 EB34              | 1er mars 2008         | PMO NEO Survey Program                                    |
| (185641) Judd        | 2008 EH69              | 5 mars 2008           | Young, J. W.                                              |
| (185642)             | 2008 EV88              | 8 mars 2008           | Lowe, A.                                                  |
| (185643)             | 2040 P-L               | 24 septembre 1960     | van Houten, C. J., van Houten-Groeneveld, I., Gehrels, T. |
| (185644)             | 4890 P-L               | 24 septembre 1960     | van Houten, C. J., van Houten-Groeneveld, I., Gehrels, T. |
| (185645)             | 6733 P-L               | 24 septembre 1960     | van Houten, C. J., van Houten-Groeneveld, I., Gehrels, T. |
| (185646)             | 3217 T-2               | 30 septembre 1973     | van Houten, C. J., van Houten-Groeneveld, I., Gehrels, T. |
| (185647)             | 4226 T-2               | 29 septembre 1973     | van Houten, C. J., van Houten-Groeneveld, I., Gehrels, T. |
| (185648)             | 1067 T-3               | 17 octobre 1977       | van Houten, C. J., van Houten-Groeneveld, I., Gehrels, T. |
| (185649)             | 1802 T-3               | 17 octobre 1977       | van Houten, C. J., van Houten-Groeneveld, I., Gehrels, T. |
| (185650)             | 2608 T-3               | 16 octobre 1977       | van Houten, C. J., van Houten-Groeneveld, I., Gehrels, T. |
| (185651)             | 3043 T-3               | 16 octobre 1977       | van Houten, C. J., van Houten-Groeneveld, I., Gehrels, T. |
| (185652)             | 3199 T-3               | 16 octobre 1977       | van Houten, C. J., van Houten-Groeneveld, I., Gehrels, T. |
| (185653)             | 3442 T-3               | 16 octobre 1977       | van Houten, C. J., van Houten-Groeneveld, I., Gehrels, T. |
| (185654)             | 3980 T-3               | 16 octobre 1977       | van Houten, C. J., van Houten-Groeneveld, I., Gehrels, T. |
| (185655)             | 4368 T-3               | 16 octobre 1977       | van Houten, C. J., van Houten-Groeneveld, I., Gehrels, T. |
| (185656)             | 1981 ET35              | 2 mars 1981           | Bus, S. J.                                                |
| (185657)             | 1992 WL6               | 19 novembre 1992      | Spacewatch                                                |
| (185658)             | 1993 FG3               | 24 mars 1993          | Spacewatch                                                |
| (185659)             | 1993 FT45              | 19 mars 1993          | UESAC                                                     |
| (185660)             | 1993 RE4               | 15 septembre 1993     | Elst, E. W.                                               |
| (185661)             | 1993 TY23              | 9 octobre 1993        | Elst, E. W.                                               |
| (185662)             | 1994 AG13              | 11 janvier 1994       | Spacewatch                                                |
| (185663)             | 1994 EE                | 4 mars 1994           | Vagnozzi, A.                                              |
| (185664)             | 1995 AW1               | 7 janvier 1995        | Spacewatch                                                |
| (185665)             | 1995 CS2               | 1er février 1995      | Spacewatch                                                |
| (185666)             | 1995 FT9               | 26 mars 1995          | Spacewatch                                                |
| (185667)             | 1995 FY11              | 27 mars 1995          | Spacewatch                                                |
| (185668)             | 1995 MF4               | 29 juin 1995          | Spacewatch                                                |
| (185669)             | 1995 MN6               | 28 juin 1995          | Spacewatch                                                |
| (185670)             | 1995 RS                | 14 septembre 1995     | AMOS                                                      |
| (185671)             | 1995 SC20              | 18 septembre 1995     | Spacewatch                                                |
| (185672)             | 1995 SZ25              | 19 septembre 1995     | Spacewatch                                                |
| (185673)             | 1995 SD32              | 21 septembre 1995     | Spacewatch                                                |
| (185674)             | 1995 SM68              | 20 septembre 1995     | Spacewatch                                                |
| (185675)             | 1995 SN79              | 21 septembre 1995     | Spacewatch                                                |
| (185676)             | 1995 SN88              | 26 septembre 1995     | Spacewatch                                                |
| (185677)             | 1995 SB90              | 18 septembre 1995     | Spacewatch                                                |
| (185678)             | 1995 TN1               | 14 octobre 1995       | Beijing Schmidt CCD Asteroid Program                      |
| (185679)             | 1995 UK36              | 21 octobre 1995       | Spacewatch                                                |
| (185680)             | 1995 YC6               | 16 décembre 1995      | Spacewatch                                                |
| (185681)             | 1996 AB13              | 15 janvier 1996       | Spacewatch                                                |
| (185682)             | 1996 JR16              | 11 mai 1996           | Spacewatch                                                |
| (185683)             | 1996 ML1               | 16 juin 1996          | Spacewatch                                                |
| (185684)             | 1996 RX5               | 5 septembre 1996      | Spacewatch                                                |
| (185685)             | 1996 TP27              | 7 octobre 1996        | Spacewatch                                                |
| (185686)             | 1996 VY17              | 6 novembre 1996       | Spacewatch                                                |
| (185687)             | 1996 XP16              | 4 décembre 1996       | Spacewatch                                                |
| (185688)             | 1997 CC6               | 6 février 1997        | Cavagna, M., Testa, A.                                    |
| (185689)             | 1997 GR7               | 2 avril 1997          | LINEAR                                                    |
| (185690)             | 1997 GB9               | 3 avril 1997          | LINEAR                                                    |
| (185691)             | 1997 GT10              | 3 avril 1997          | LINEAR                                                    |
| (185692)             | 1997 GY31              | 15 avril 1997         | Spacewatch                                                |
| (185693)             | 1997 HV3               | 30 avril 1997         | Spacewatch                                                |
| (185694)             | 1997 TF16              | 7 octobre 1997        | Spacewatch                                                |
| (185695)             | 1997 US12              | 23 octobre 1997       | Spacewatch                                                |
| (185696)             | 1997 WJ4               | 20 novembre 1997      | Spacewatch                                                |
| (185697)             | 1997 WO9               | 21 novembre 1997      | Spacewatch                                                |
| (185698)             | 1998 BT27              | 23 janvier 1998       | Spacewatch                                                |
| (185699)             | 1998 BF39              | 29 janvier 1998       | Spacewatch                                                |
| (185700)             | 1998 DT6               | 17 février 1998       | Spacewatch                                                |

### 185701-185800
| Nom                   | Désignation provisoire | Date de la découverte | Découvreur                           |
| --------------------- | ---------------------- | --------------------- | ------------------------------------ |
| (185701)              | 1998 FB73              | 29 mars 1998          | ODAS                                 |
| (185702)              | 1998 HK3               | 20 avril 1998         | LINEAR                               |
| (185703)              | 1998 KW                | 20 mai 1998           | ODAS                                 |
| (185704)              | 1998 OD8               | 26 juillet 1998       | Elst, E. W.                          |
| (185705)              | 1998 QD24              | 17 août 1998          | LINEAR                               |
| (185706)              | 1998 QX69              | 24 août 1998          | LINEAR                               |
| (185707)              | 1998 QU77              | 24 août 1998          | LINEAR                               |
| (185708)              | 1998 QR95              | 19 août 1998          | LINEAR                               |
| (185709)              | 1998 RM14              | 14 septembre 1998     | Spacewatch                           |
| (185710)              | 1998 RQ25              | 14 septembre 1998     | LINEAR                               |
| (185711)              | 1998 RB70              | 14 septembre 1998     | LINEAR                               |
| (185712)              | 1998 RH70              | 14 septembre 1998     | LINEAR                               |
| (185713)              | 1998 SC3               | 17 septembre 1998     | ODAS                                 |
| (185714)              | 1998 SU6               | 26 septembre 1998     | LINEAR                               |
| (185715)              | 1998 SJ11              | 17 septembre 1998     | ODAS                                 |
| (185716)              | 1998 SF35              | 24 septembre 1998     | LINEAR                               |
| (185717)              | 1998 SB52              | 28 septembre 1998     | Spacewatch                           |
| (185718)              | 1998 SY64              | 20 septembre 1998     | Elst, E. W.                          |
| (185719)              | 1998 SV80              | 26 septembre 1998     | LINEAR                               |
| (185720)              | 1998 SG89              | 26 septembre 1998     | LINEAR                               |
| (185721)              | 1998 SS92              | 26 septembre 1998     | LINEAR                               |
| (185722)              | 1998 SF93              | 26 septembre 1998     | LINEAR                               |
| (185723)              | 1998 SB99              | 26 septembre 1998     | LINEAR                               |
| (185724)              | 1998 SN101             | 26 septembre 1998     | LINEAR                               |
| (185725)              | 1998 SZ119             | 26 septembre 1998     | LINEAR                               |
| (185726)              | 1998 SR140             | 26 septembre 1998     | LINEAR                               |
| (185727)              | 1998 SN158             | 26 septembre 1998     | LINEAR                               |
| (185728)              | 1998 UZ3               | 20 octobre 1998       | ODAS                                 |
| (185729)              | 1998 UN25              | 18 octobre 1998       | Elst, E. W.                          |
| (185730)              | 1998 UR35              | 28 octobre 1998       | LINEAR                               |
| (185731)              | 1998 VO5               | 8 novembre 1998       | Kagawa, T.                           |
| (185732)              | 1998 WV11              | 21 novembre 1998      | LINEAR                               |
| (185733) Luigicolzani | 1998 WW30              | 28 novembre 1998      | Cavagna, M., Testa, A.               |
| (185734)              | 1998 WQ32              | 19 novembre 1998      | LONEOS                               |
| (185735)              | 1998 XD10              | 7 décembre 1998       | ODAS                                 |
| (185736)              | 1998 XA27              | 14 décembre 1998      | LINEAR                               |
| (185737)              | 1998 YA17              | 22 décembre 1998      | Spacewatch                           |
| (185738)              | 1999 CQ65              | 12 février 1999       | LINEAR                               |
| (185739)              | 1999 CW80              | 12 février 1999       | LINEAR                               |
| (185740)              | 1999 CB107             | 12 février 1999       | LINEAR                               |
| (185741)              | 1999 CA145             | 8 février 1999        | Spacewatch                           |
| (185742)              | 1999 EE13              | 9 mars 1999           | Spacewatch                           |
| (185743)              | 1999 FP74              | 20 mars 1999          | Sloan Digital Sky Survey             |
| (185744) Hogan        | 1999 FK90              | 21 mars 1999          | Sloan Digital Sky Survey             |
| (185745)              | 1999 HM11              | 16 avril 1999         | CSS                                  |
| (185746)              | 1999 LO1               | 7 juin 1999           | Spacewatch                           |
| (185747)              | 1999 LZ29              | 10 juin 1999          | Spacewatch                           |
| (185748)              | 1999 NX4               | 15 juillet 1999       | Sposetti, S.                         |
| (185749)              | 1999 RT53              | 7 septembre 1999      | LINEAR                               |
| (185750)              | 1999 RT74              | 7 septembre 1999      | LINEAR                               |
| (185751)              | 1999 RE109             | 8 septembre 1999      | LINEAR                               |
| (185752)              | 1999 RC165             | 9 septembre 1999      | LINEAR                               |
| (185753)              | 1999 RM193             | 13 septembre 1999     | Hug, G., Bell, G.                    |
| (185754)              | 1999 RU233             | 8 septembre 1999      | CSS                                  |
| (185755)              | 1999 SV                | 16 septembre 1999     | Spacewatch                           |
| (185756)              | 1999 TM9               | 7 octobre 1999        | Korlevic, K., Juric, M.              |
| (185757)              | 1999 TK15              | 12 octobre 1999       | Pravec, P., Kusnirak, P.             |
| (185758)              | 1999 TE18              | 10 octobre 1999       | Beijing Schmidt CCD Asteroid Program |
| (185759)              | 1999 TO43              | 3 octobre 1999        | Spacewatch                           |
| (185760)              | 1999 TZ61              | 7 octobre 1999        | Spacewatch                           |
| (185761)              | 1999 TN73              | 10 octobre 1999       | Spacewatch                           |
| (185762)              | 1999 TP78              | 11 octobre 1999       | Spacewatch                           |
| (185763)              | 1999 TK83              | 12 octobre 1999       | Spacewatch                           |
| (185764)              | 1999 TL92              | 2 octobre 1999        | LINEAR                               |
| (185765)              | 1999 TV106             | 4 octobre 1999        | LINEAR                               |
| (185766)              | 1999 TK114             | 4 octobre 1999        | LINEAR                               |
| (185767)              | 1999 TF136             | 6 octobre 1999        | LINEAR                               |
| (185768)              | 1999 TZ137             | 6 octobre 1999        | LINEAR                               |
| (185769)              | 1999 TG164             | 9 octobre 1999        | LINEAR                               |
| (185770)              | 1999 TE166             | 10 octobre 1999       | LINEAR                               |
| (185771)              | 1999 TT170             | 10 octobre 1999       | LINEAR                               |
| (185772)              | 1999 TH176             | 10 octobre 1999       | LINEAR                               |
| (185773)              | 1999 TO232             | 5 octobre 1999        | CSS                                  |
| (185774)              | 1999 TK236             | 3 octobre 1999        | CSS                                  |
| (185775)              | 1999 TE241             | 4 octobre 1999        | CSS                                  |
| (185776)              | 1999 TW269             | 3 octobre 1999        | LINEAR                               |
| (185777)              | 1999 TY290             | 10 octobre 1999       | LINEAR                               |
| (185778)              | 1999 TL291             | 10 octobre 1999       | LINEAR                               |
| (185779)              | 1999 UO20              | 31 octobre 1999       | Spacewatch                           |
| (185780)              | 1999 UA34              | 31 octobre 1999       | Spacewatch                           |
| (185781)              | 1999 US40              | 16 octobre 1999       | Spacewatch                           |
| (185782)              | 1999 UG43              | 28 octobre 1999       | CSS                                  |
| (185783)              | 1999 UP48              | 30 octobre 1999       | Spacewatch                           |
| (185784)              | 1999 UK54              | 19 octobre 1999       | Spacewatch                           |
| (185785)              | 1999 VY18              | 2 novembre 1999       | Spacewatch                           |
| (185786)              | 1999 VU24              | 13 novembre 1999      | Kobayashi, T.                        |
| (185787)              | 1999 VH32              | 3 novembre 1999       | LINEAR                               |
| (185788)              | 1999 VL57              | 4 novembre 1999       | LINEAR                               |
| (185789)              | 1999 VH69              | 4 novembre 1999       | LINEAR                               |
| (185790)              | 1999 VR70              | 4 novembre 1999       | LINEAR                               |
| (185791)              | 1999 VT102             | 9 novembre 1999       | LINEAR                               |
| (185792)              | 1999 VH105             | 9 novembre 1999       | LINEAR                               |
| (185793)              | 1999 VT117             | 9 novembre 1999       | Spacewatch                           |
| (185794)              | 1999 VB127             | 9 novembre 1999       | Spacewatch                           |
| (185795)              | 1999 VJ143             | 14 novembre 1999      | LINEAR                               |
| (185796)              | 1999 VA151             | 14 novembre 1999      | LINEAR                               |
| (185797)              | 1999 VL152             | 10 novembre 1999      | Spacewatch                           |
| (185798)              | 1999 VU155             | 9 novembre 1999       | LINEAR                               |
| (185799)              | 1999 VW155             | 9 novembre 1999       | LINEAR                               |
| (185800)              | 1999 VF164             | 14 novembre 1999      | LINEAR                               |

### 185801-185900
| Nom                 | Désignation provisoire | Date de la découverte | Découvreur   |
| ------------------- | ---------------------- | --------------------- | ------------ |
| (185801)            | 1999 VV164             | 14 novembre 1999      | LINEAR       |
| (185802)            | 1999 VA166             | 14 novembre 1999      | LINEAR       |
| (185803)            | 1999 VX174             | 4 novembre 1999       | Spacewatch   |
| (185804)            | 1999 VR175             | 11 novembre 1999      | Spacewatch   |
| (185805)            | 1999 VS195             | 3 novembre 1999       | CSS          |
| (185806)            | 1999 VF197             | 2 novembre 1999       | CSS          |
| (185807)            | 1999 VL206             | 9 novembre 1999       | CSS          |
| (185808)            | 1999 VF213             | 12 novembre 1999      | LINEAR       |
| (185809)            | 1999 VU218             | 3 novembre 1999       | Spacewatch   |
| (185810)            | 1999 VH220             | 3 novembre 1999       | Spacewatch   |
| (185811)            | 1999 VA230             | 9 novembre 1999       | CSS          |
| (185812)            | 1999 XJ5               | 4 décembre 1999       | CSS          |
| (185813)            | 1999 XX60              | 7 décembre 1999       | LINEAR       |
| (185814)            | 1999 XH62              | 7 décembre 1999       | LINEAR       |
| (185815)            | 1999 XH139             | 2 décembre 1999       | Spacewatch   |
| (185816)            | 1999 XD146             | 7 décembre 1999       | Spacewatch   |
| (185817)            | 1999 XP197             | 12 décembre 1999      | LINEAR       |
| (185818)            | 1999 XY216             | 13 décembre 1999      | Spacewatch   |
| (185819)            | 1999 XU221             | 15 décembre 1999      | LINEAR       |
| (185820)            | 1999 XW255             | 5 décembre 1999       | Spacewatch   |
| (185821)            | 1999 YL15              | 31 décembre 1999      | Spacewatch   |
| (185822)            | 2000 AU4               | 3 janvier 2000        | Everstar     |
| (185823)            | 2000 AA28              | 3 janvier 2000        | LINEAR       |
| (185824)            | 2000 AW37              | 3 janvier 2000        | LINEAR       |
| (185825)            | 2000 AN86              | 5 janvier 2000        | LINEAR       |
| (185826)            | 2000 AO104             | 5 janvier 2000        | LINEAR       |
| (185827)            | 2000 AA134             | 4 janvier 2000        | LINEAR       |
| (185828)            | 2000 AW153             | 2 janvier 2000        | LINEAR       |
| (185829)            | 2000 AZ170             | 7 janvier 2000        | LINEAR       |
| (185830)            | 2000 AB181             | 7 janvier 2000        | LINEAR       |
| (185831)            | 2000 AO219             | 8 janvier 2000        | Spacewatch   |
| (185832)            | 2000 AS220             | 8 janvier 2000        | Spacewatch   |
| (185833)            | 2000 AL221             | 8 janvier 2000        | Spacewatch   |
| (185834)            | 2000 BO12              | 28 janvier 2000       | Spacewatch   |
| (185835)            | 2000 BT25              | 30 janvier 2000       | LINEAR       |
| (185836)            | 2000 BE35              | 30 janvier 2000       | LINEAR       |
| (185837)            | 2000 BH37              | 26 janvier 2000       | Spacewatch   |
| (185838)            | 2000 CB11              | 2 février 2000        | LINEAR       |
| (185839)            | 2000 CF68              | 1er février 2000      | Spacewatch   |
| (185840)            | 2000 CX75              | 8 février 2000        | LINEAR       |
| (185841)            | 2000 CJ81              | 4 février 2000        | LINEAR       |
| (185842)            | 2000 CH98              | 7 février 2000        | Spacewatch   |
| (185843)            | 2000 CW113             | 12 février 2000       | Spacewatch   |
| (185844)            | 2000 CY136             | 3 février 2000        | Spacewatch   |
| (185845)            | 2000 DT4               | 28 février 2000       | LINEAR       |
| (185846)            | 2000 DB30              | 29 février 2000       | LINEAR       |
| (185847)            | 2000 DG48              | 29 février 2000       | LINEAR       |
| (185848)            | 2000 DQ50              | 29 février 2000       | LINEAR       |
| (185849)            | 2000 DK66              | 29 février 2000       | LINEAR       |
| (185850)            | 2000 DZ85              | 29 février 2000       | LINEAR       |
| (185851) 2000 DP107 | 2000 DP107             | 29 février 2000       | LINEAR       |
| (185852)            | 2000 EV1               | 3 mars 2000           | LINEAR       |
| (185853)            | 2000 ER70              | 4 mars 2000           | LINEAR       |
| (185854)            | 2000 EU106             | 9 mars 2000           | LINEAR       |
| (185855)            | 2000 EX114             | 10 mars 2000          | Spacewatch   |
| (185856)            | 2000 ER129             | 11 mars 2000          | LONEOS       |
| (185857)            | 2000 EZ168             | 4 mars 2000           | LINEAR       |
| (185858)            | 2000 GB                | 1er avril 2000        | Spacewatch   |
| (185859)            | 2000 GH26              | 5 avril 2000          | LINEAR       |
| (185860)            | 2000 GT29              | 5 avril 2000          | LINEAR       |
| (185861)            | 2000 GU150             | 5 avril 2000          | LINEAR       |
| (185862)            | 2000 GO163             | 10 avril 2000         | NEAT         |
| (185863)            | 2000 GK169             | 2 avril 2000          | LONEOS       |
| (185864)            | 2000 HJ9               | 27 avril 2000         | LINEAR       |
| (185865)            | 2000 HG39              | 29 avril 2000         | Spacewatch   |
| (185866)            | 2000 HL92              | 29 avril 2000         | LONEOS       |
| (185867)            | 2000 HL95              | 28 avril 2000         | Spacewatch   |
| (185868)            | 2000 JG3               | 3 mai 2000            | LINEAR       |
| (185869)            | 2000 JL8               | 5 mai 2000            | Spacewatch   |
| (185870)            | 2000 JL10              | 7 mai 2000            | LINEAR       |
| (185871)            | 2000 JY27              | 7 mai 2000            | LINEAR       |
| (185872)            | 2000 KZ                | 24 mai 2000           | Spacewatch   |
| (185873)            | 2000 KH3               | 26 mai 2000           | LINEAR       |
| (185874)            | 2000 KW4               | 27 mai 2000           | LINEAR       |
| (185875)            | 2000 LR23              | 7 juin 2000           | LINEAR       |
| (185876)            | 2000 NF18              | 5 juillet 2000        | LONEOS       |
| (185877)            | 2000 OB8               | 30 juillet 2000       | LINEAR       |
| (185878)            | 2000 OD22              | 30 juillet 2000       | LINEAR       |
| (185879)            | 2000 OP38              | 30 juillet 2000       | LINEAR       |
| (185880)            | 2000 OQ41              | 30 juillet 2000       | LINEAR       |
| (185881)            | 2000 OQ44              | 30 juillet 2000       | LINEAR       |
| (185882)            | 2000 QC15              | 24 août 2000          | LINEAR       |
| (185883)            | 2000 QC43              | 24 août 2000          | LINEAR       |
| (185884)            | 2000 QX48              | 24 août 2000          | LINEAR       |
| (185885)            | 2000 QN62              | 28 août 2000          | LINEAR       |
| (185886)            | 2000 QW156             | 31 août 2000          | LINEAR       |
| (185887)            | 2000 QR158             | 31 août 2000          | LINEAR       |
| (185888)            | 2000 QD176             | 31 août 2000          | LINEAR       |
| (185889)            | 2000 QK192             | 26 août 2000          | LINEAR       |
| (185890)            | 2000 QY208             | 31 août 2000          | LINEAR       |
| (185891)            | 2000 QP224             | 26 août 2000          | NEAT         |
| (185892)            | 2000 QT229             | 31 août 2000          | LINEAR       |
| (185893)            | 2000 QE232             | 30 août 2000          | Spacewatch   |
| (185894)            | 2000 QF232             | 30 août 2000          | Spacewatch   |
| (185895)            | 2000 RC1               | 1er septembre 2000    | LINEAR       |
| (185896)            | 2000 RD13              | 1er septembre 2000    | LINEAR       |
| (185897)            | 2000 RS16              | 1er septembre 2000    | LINEAR       |
| (185898)            | 2000 RE48              | 3 septembre 2000      | LINEAR       |
| (185899)            | 2000 RC80              | 1er septembre 2000    | LINEAR       |
| (185900)            | 2000 SV1               | 19 septembre 2000     | Comba, P. G. |

### 185901-186000
| Nom      | Désignation provisoire | Date de la découverte | Découvreur               |
| -------- | ---------------------- | --------------------- | ------------------------ |
| (185901) | 2000 SU10              | 24 septembre 2000     | Comba, P. G.             |
| (185902) | 2000 SH34              | 24 septembre 2000     | LINEAR                   |
| (185903) | 2000 SH61              | 24 septembre 2000     | LINEAR                   |
| (185904) | 2000 SP71              | 24 septembre 2000     | LINEAR                   |
| (185905) | 2000 SM90              | 22 septembre 2000     | LINEAR                   |
| (185906) | 2000 SF94              | 23 septembre 2000     | LINEAR                   |
| (185907) | 2000 SZ97              | 23 septembre 2000     | LINEAR                   |
| (185908) | 2000 SZ117             | 24 septembre 2000     | LINEAR                   |
| (185909) | 2000 SG129             | 26 septembre 2000     | LINEAR                   |
| (185910) | 2000 SR181             | 19 septembre 2000     | NEAT                     |
| (185911) | 2000 SC183             | 20 septembre 2000     | Spacewatch               |
| (185912) | 2000 SN183             | 20 septembre 2000     | NEAT                     |
| (185913) | 2000 SS197             | 24 septembre 2000     | LINEAR                   |
| (185914) | 2000 SJ203             | 24 septembre 2000     | LINEAR                   |
| (185915) | 2000 ST210             | 25 septembre 2000     | LINEAR                   |
| (185916) | 2000 SO262             | 25 septembre 2000     | LINEAR                   |
| (185917) | 2000 SO266             | 26 septembre 2000     | LINEAR                   |
| (185918) | 2000 SE277             | 30 septembre 2000     | LINEAR                   |
| (185919) | 2000 SM284             | 23 septembre 2000     | LINEAR                   |
| (185920) | 2000 SS288             | 27 septembre 2000     | LINEAR                   |
| (185921) | 2000 SN298             | 28 septembre 2000     | LINEAR                   |
| (185922) | 2000 SR322             | 28 septembre 2000     | Spacewatch               |
| (185923) | 2000 SG325             | 29 septembre 2000     | Spacewatch               |
| (185924) | 2000 SX344             | 20 septembre 2000     | LINEAR                   |
| (185925) | 2000 TN11              | 1er octobre 2000      | LINEAR                   |
| (185926) | 2000 TE41              | 1er octobre 2000      | LONEOS                   |
| (185927) | 2000 TU41              | 1er octobre 2000      | LINEAR                   |
| (185928) | 2000 TJ43              | 1er octobre 2000      | LINEAR                   |
| (185929) | 2000 TH59              | 2 octobre 2000        | LONEOS                   |
| (185930) | 2000 TL67              | 2 octobre 2000        | LINEAR                   |
| (185931) | 2000 UK27              | 24 octobre 2000       | LINEAR                   |
| (185932) | 2000 UL49              | 24 octobre 2000       | LINEAR                   |
| (185933) | 2000 UV59              | 25 octobre 2000       | LINEAR                   |
| (185934) | 2000 UO82              | 29 octobre 2000       | LINEAR                   |
| (185935) | 2000 UK108             | 30 octobre 2000       | LINEAR                   |
| (185936) | 2000 VJ7               | 1er novembre 2000     | LINEAR                   |
| (185937) | 2000 WM16              | 21 novembre 2000      | LINEAR                   |
| (185938) | 2000 WF31              | 20 novembre 2000      | LINEAR                   |
| (185939) | 2000 WA43              | 21 novembre 2000      | LINEAR                   |
| (185940) | 2000 WU142             | 20 novembre 2000      | LONEOS                   |
| (185941) | 2000 WD148             | 28 novembre 2000      | Spacewatch               |
| (185942) | 2000 YO82              | 30 décembre 2000      | LINEAR                   |
| (185943) | 2000 YB98              | 30 décembre 2000      | LINEAR                   |
| (185944) | 2000 YA122             | 23 décembre 2000      | LINEAR                   |
| (185945) | 2000 YD131             | 30 décembre 2000      | LINEAR                   |
| (185946) | 2001 AT35              | 5 janvier 2001        | LINEAR                   |
| (185947) | 2001 BU17              | 19 janvier 2001       | LINEAR                   |
| (185948) | 2001 BE39              | 19 janvier 2001       | Spacewatch               |
| (185949) | 2001 BN68              | 31 janvier 2001       | LINEAR                   |
| (185950) | 2001 CH7               | 1er février 2001      | LINEAR                   |
| (185951) | 2001 DE8               | 16 février 2001       | Spacewatch               |
| (185952) | 2001 DJ33              | 17 février 2001       | LINEAR                   |
| (185953) | 2001 DE42              | 19 février 2001       | LINEAR                   |
| (185954) | 2001 DK44              | 19 février 2001       | LINEAR                   |
| (185955) | 2001 DX55              | 16 février 2001       | Spacewatch               |
| (185956) | 2001 DN66              | 19 février 2001       | LINEAR                   |
| (185957) | 2001 DH67              | 19 février 2001       | LINEAR                   |
| (185958) | 2001 EB19              | 14 mars 2001          | Spacewatch               |
| (185959) | 2001 FL7               | 19 mars 2001          | Spacewatch               |
| (185960) | 2001 FW70              | 19 mars 2001          | LINEAR                   |
| (185961) | 2001 FQ74              | 19 mars 2001          | LINEAR                   |
| (185962) | 2001 FH75              | 19 mars 2001          | LINEAR                   |
| (185963) | 2001 FO102             | 17 mars 2001          | Spacewatch               |
| (185964) | 2001 FS125             | 24 mars 2001          | Spacewatch               |
| (185965) | 2001 FK142             | 23 mars 2001          | LONEOS                   |
| (185966) | 2001 HC13              | 18 avril 2001         | LINEAR                   |
| (185967) | 2001 HR15              | 22 avril 2001         | LINEAR                   |
| (185968) | 2001 HT51              | 23 avril 2001         | LINEAR                   |
| (185969) | 2001 HG63              | 26 avril 2001         | LONEOS                   |
| (185970) | 2001 HP66              | 24 avril 2001         | NEAT                     |
| (185971) | 2001 JX7               | 15 mai 2001           | LONEOS                   |
| (185972) | 2001 KL8               | 18 mai 2001           | LINEAR                   |
| (185973) | 2001 KH21              | 22 mai 2001           | LINEAR                   |
| (185974) | 2001 KP22              | 17 mai 2001           | LINEAR                   |
| (185975) | 2001 KE40              | 22 mai 2001           | LINEAR                   |
| (185976) | 2001 KY41              | 24 mai 2001           | Kusnirak, P., Pravec, P. |
| (185977) | 2001 MU7               | 23 juin 2001          | Eskridge                 |
| (185978) | 2001 MO9               | 21 juin 2001          | NEAT                     |
| (185979) | 2001 MO16              | 27 juin 2001          | NEAT                     |
| (185980) | 2001 MC25              | 16 juin 2001          | NEAT                     |
| (185981) | 2001 MN30              | 30 juin 2001          | NEAT                     |
| (185982) | 2001 NW                | 12 juillet 2001       | NEAT                     |
| (185983) | 2001 NT1               | 10 juillet 2001       | NEAT                     |
| (185984) | 2001 NP3               | 13 juillet 2001       | NEAT                     |
| (185985) | 2001 NG10              | 14 juillet 2001       | NEAT                     |
| (185986) | 2001 NA11              | 14 juillet 2001       | NEAT                     |
| (185987) | 2001 OD1               | 17 juillet 2001       | NEAT                     |
| (185988) | 2001 OL4               | 19 juillet 2001       | NEAT                     |
| (185989) | 2001 OR4               | 19 juillet 2001       | NEAT                     |
| (185990) | 2001 OS12              | 21 juillet 2001       | Boattini, A., Tesi, L.   |
| (185991) | 2001 OV19              | 19 juillet 2001       | NEAT                     |
| (185992) | 2001 OA32              | 23 juillet 2001       | NEAT                     |
| (185993) | 2001 OB76              | 28 juillet 2001       | NEAT                     |
| (185994) | 2001 OB77              | 25 juillet 2001       | NEAT                     |
| (185995) | 2001 PT1               | 8 août 2001           | NEAT                     |
| (185996) | 2001 PR32              | 10 août 2001          | NEAT                     |
| (185997) | 2001 PE35              | 10 août 2001          | NEAT                     |
| (185998) | 2001 PM46              | 12 août 2001          | NEAT                     |
| (185999) | 2001 PX62              | 13 août 2001          | NEAT                     |
| (186000) | 2001 QC7               | 16 août 2001          | LINEAR                   |

## Sources
- (en) Base de données du Centre des planètes mineures